# Copa Interclubes de Gabón
La Coupe du Gabon Interclubs es el segundo torneo de fútbol a nivel de clubes más importante de Gabón, se disputa desde 1961 y es organizada por la Federación Gabonesa de Fútbol.

## Formato
Pueden participar todos los equipos del país, y el torneo se juegan bajo un sistema de eliminación directa. 
El equipo campeón obtiene la clasificación a la Copa Confederación de la CAF.

## Campeones
| Temporada | Campeón            | Resultado        | Finalista                  |
| --------- | ------------------ | ---------------- | -------------------------- |
| 1961-63   | Se desconoce       | Se desconoce     | Se desconoce               |
| 1964      | AS Mangasport      |                  |                            |
| 1965-77   | Se desconoce       | Se desconoce     | Se desconoce               |
| 1978      | Stade Mandji       |                  |                            |
| 1979      | Stade Mandji       |                  |                            |
| 1980-83   | Se desconoce       | Se desconoce     | Se desconoce               |
| 1984      | FC 105 Libreville  | 2-1              | AS Sogara                  |
| 1985      | AS Sogara          |                  |                            |
| 1986      | FC 105 Libreville  |                  |                            |
| 1987      | USM Libreville     |                  | Mbilinga FC                |
| 1988      | Vantour Mangoungou | 1-0              | Shellsport                 |
| 1989      | Petrosport         |                  |                            |
| 1990      | Shellsport         |                  |                            |
| 1991      | USM Libreville     |                  |                            |
| 1992      | Téléstar FC        | 4 - 0            | FC 105 Libreville          |
| 1993      | Mbilinga FC        | 2 - 1 (t.e.)     | Delta Sports (Libreville)  |
| 1994      | AS Mangasport      | 4 - 3            | Petrosport                 |
| 1995      | Mbilinga FC        |                  |                            |
| 1996      | FC 105 Libreville  |                  |                            |
| 1997      | Mbilinga FC        |                  |                            |
| 1998      | Mbilinga FC        | 3 - 0            | Wongosport (Libreville)    |
| 1999      | US Bitam           | 2 - 1            | Aigles Verts (Port-Gentil) |
| 2000      | AO Evizo           |                  |                            |
| 2001      | AS Mangasport      | 1-0              | TP Akwembé (Libreville)    |
| 2002      | USM Libreville     | 1 - 1 (4-2 pen.) | JS Libreville              |
| 2003      | US Bitam           | 1 - 1 (4-3 pen.) | USM Libreville             |
| 2004      | FC 105 Libreville  | 3 - 2            | AS Mangasport              |
| 2005      | AS Mangasport      | 2 - 0            | Sogéa FC (Libreville)      |
| 2006      | Téléstar FC        | 3 - 2            | FC 105 Libreville          |
| 2007      | AS Mangasport      | 1 - 0            | Sogéa FC                   |
| 2008      | USM Libreville     | 2 - 1            | AS Mangasport              |
| 2009      | FC 105 Libreville  | 2 - 1            | Sogéa FC                   |
| 2010      | US Bitam           | 2 - 1            | Missile FC (Libreville)    |
| 2011      | AS Mangasport      | 1 - 0            | AS Pélican                 |
| 2012      | No se disputó      | No se disputó    | No se disputó              |
| 2013      | CF Mounana         | 2 - 0            | US Bitam                   |
| 2014      | No se disputó      | No se disputó    | No se disputó              |
| 2015      | CF Mounana         | 2 - 1            | AFJ Libreville             |
| 2016      | CF Mounana         | 3 - 0            | Akanda FC                  |

## Títulos por club
| Club                     | Ciudad      | Campeón | Años campeón                       |
| ------------------------ | ----------- | ------- | ---------------------------------- |
| AS Mangasport            | Moanda      | 6       | 1964, 1994, 2001, 2005, 2007, 2011 |
| Mbilinga FC (Shellsport) | Port-Gentil | 5       | 1990, 1993, 1995, 1997, 1998       |
| FC 105 Libreville (ASMO) | Libreville  | 5       | 1984, 1986, 1996, 2004, 2009       |
| USM Libreville           | Libreville  | 4       | 1987, 1991, 2002, 2008             |
| US Bitam                 | Bitam       | 3       | 1999, 2003, 2010                   |
| CF Mounana               | Libreville  | 3       | 2013, 2015, 2016                   |
| Téléstar FC              | Libreville  | 2       | 1992, 2006                         |
| Stade Mandji             | Port-Gentil | 2       | 1978, 1979                         |
| Petrosport               | Port-Gentil | 1       | 1989                               |
| Vantour Mangoungou       | Libreville  | 1       | 1988                               |
| AO Evizo                 | Lambarèné   | 1       | 2000                               |
| AS Sogara                | Port-Gentil | 1       | 1985                               |